# Marko Alaupović
Marko Alaupović (Busovača, 10. svibnja 1885. – Sarajevo, 18. travnja 1979.) bio je hrvatski prelat Katoličke Crkve koji je služio kao nadbiskup vrhbosanski od 1960. do 1970. godine.

## Životopis
Rođen je 10. svibnja 1885. godine u Busovači. Imao je dva brata svećenika; jedan je bio franjevac Bosne Srebrene fra Anzelmo, a drugi, Dragutin, dijecezanski svećenik Vrhbosanske nadbiskupije. Pučki mu je učitelj bio Andrija Čekada, otac od trojice svećenika Čekada. Nakon osnovne škole završio je gimnaziju u Travniku te filozofsko-teološki studij u Sarajevu. Tamo je 15. rujna 1907. zaređen za svećenika. Nakon Nakon ređenja bio je kateheta u školi sestara milosrdnica u Sarajevu, a od 1908. duhovnik bolnice u Sarajevu. Nadbiskup Stadler šalje ga 1913. na studij u Rim gdje je boravio kao pitomac Zavoda sv. Jeronima te pohađao studij na Gregoriani. Zbog rata s Italijom, godine 1915., odlazi u Innsbruck te tamo doktorira 21. kolovoza 1916. godine. Dana 26. ožujka 1917. postavljen je za kanonika Vrhbosanskog kaptola. Godine 1918. postaje urednikom „Vrhbosne“, a od 1932. godine uređuje i „Svijet“. Godine 1935. postao je prepošt Vrhbosanskog kaptola, fojnički arhiđakon i provikar Vrhbosanske nadbiskupije.
Bio je službenik u kancelariji Nadbiskupije te ceremonijar. Od 1945. upravljao je Vrhbosanskom nadbiskupijom kao generalni provikar zbog odsutnosti nadbiskupa Šarića. Dana 21. svibnja 1951. imenovan je naslovnim biskupom i apostolskim administratorom vrhbosanskim. Za biskupa je posvećen u Beogradu, 24. rujna 1950., a 7. rujna 1960. postaje vrhbosanskim nadbiskupom i metropolitom. Glavni zareditelj bio je Josip Ujčić, a suzareditelji Antun Akšamović i Maksimilijan Držečnik. Kao biskup, Alaupović je bio suzareditelj na biskupskom posvećenju Dragutina Čelika.
Sudjelovao je na Drugom vatikanskom saboru. U mirovinu je otišao 13. siječnja 1970., a umro je 18. travnja 1979. u Sarajevu. Bio je sahranjen u sarajevskoj katedrali prema vlastitoj želji. Godine 2011. njegovi su posmrtni ostaci bili preneseni u novu grobnicu kako bi u prvotnoj grobnici ostali samo zemni ostaci sluge Božjega Josipa Stadlera.

## Spisateljska djelatnost
Prijevodi
- „Duša apostolskog djelovanja”, autor: Ivan Krstitelj Chautard (Sarajevo, 1926.).[3]

## Počasti

### Ulice
- Ulica msgr. Marka Alaupovića u Busovačiu.[5]

### Članci
- Babić, Marko. 1983. Alaupović, Marko. Hrvatski biografski leksikon. Zagreb.  journal zahtijeva |journal= (pomoć)
- Jurišić, Pavo. 2019. Nadbiskup Stadler i Stolni kaptol vrhbosanski. Vrhbosnensia. Univerzitet u Sarajevu - Katolički bogoslovni fakultet. Sarajevo. 23 (1): 27–62

### Mrežna sjedišta
- Archbishop Marko Alaupović †. www.catholic-hierarchy.org (engleski). Pristupljeno 11. studenoga 2024.
- OV donijelo Odluku o utvrđivanju naziva ulica i trgova na području općine Busovača. www.radiovitez.ba. Pristupljeno 11. studenoga 2024.

| Titule u Katoličkoj Crkvi         | Titule u Katoličkoj Crkvi                  | Titule u Katoličkoj Crkvi           |
| --------------------------------- | ------------------------------------------ | ----------------------------------- |
| prethodnik Adolph Alexander Noser | Naslovni biskup kapitolijadski 1950.–1960. | nasljednik José Léon Rojas Chaparro |
| prethodnik Ivan Evanđelist Šarić  | Nadbiskup vrhbosanski 1960.–1970.          | nasljednik Smiljan Franjo Čekada    |
| prethodnik uspostavljeno          | Naslovni biskup segisamski 1970.–1979.     | nasljednik John Joseph              |